# Пони (Оклахома)
Пони (енгл. Pawnee) град је у америчкој савезној држави Оклахома.

## Демографија
По попису из 2010. године број становника је 2.196, што је 34 (-1,5%) становника мање него 2000. године.
| Група             | 2000.         | 2010.         |
| Белци             | 1.404 (63,0%) | 1.267 (57,7%) |
| Афроамериканци    | 80 (3,6%)     | 64 (2,9%)     |
| Азијати           | 0 (0,0%)      | 2 (0,1%)      |
| Хиспаноамериканци | 23 (1,0%)     | 49 (2,2%)     |
| Укупно            | 2.230         | 2.196         |